# IC 5161
IC 5161 је спирална галаксија у сазвјежђу Пегаз која се налази на листи објеката дубоког неба у Индекс каталогу.
Деклинација објекта је + 9° 38' 26" а ректасцензија 22h 5m 38,9s. Привидна величина (магнитуда) објекта IC 5161 износи 14,4 а фотографска магнитуда 15,2. IC 5161 је још познат и под ознакама CGCG 403-22, NPM1G +09.0553, PGC 68016.